# Bom Successo
Bom Successo é uma aldeia da Ilha de São Tomé de São Tomé e Príncipe.